# Ángel Trinidad
Ángel Trinidad de Haro (* 27. März 1993 in Estepona) ist ein spanischer Volleyballspieler.

## Karriere
Trinidad begann seine Karriere 2008 bei Unicaja Almería, wo er zunächst Basketball spielte, bevor er zum Volleyball kam. Mit den spanischen Junioren wurde er 2012 Vize-Europameister. In der Saison 2012/13 gewann der Zuspieler mit Almería die spanische Meisterschaft. Anschließend wechselte er zum italienischen Erstligisten Tonno Callipo Vibo Valentia. In der Saison 2014/15 spielte er beim deutschen Bundesligisten TV Bühl, mit der das Halbfinale im DVV-Pokal erreichte und im Playoff-Viertelfinale erreichte. Danach wurde er vom belgischen Erstligisten Knack Roeselare verpflichtet. Mit dem Verein gewann er 2016 und 2017 die nationale Meisterschaft und wurde 2018 Vizemeister. In der folgenden Saison 2018/19 gelang Trinidad mit dem französischen Verein Tours VB das nationale Double aus Pokalsieg und Meisterschaft. Von 2020 bis 2022 spielte er in der polnischen Liga beim Projekt Warschau. Zur Saison 2022/23 wechselte er zum deutschen Meister Berlin Recycling Volleys.